# Paulette Hernandez
Paulette Hernandez (Guadalajara, Jalisco, 25 de enero de 1991) es una actriz mexicana. Es conocida por aparecer en diversas obras teatrales, películas y series de televisión como A corazón abierto (2011), Destino (2013-2014), Cuna de Lobos (2019), Purasangre (2016), Perdida (2019) y Saw X (2023). Su próximo proyecto será la cinta de terror No voltees, dirigida por Alejandro Hidalgo, fechada para estrenar en 2024. 

## Filmografía

### Programas de televisión
| Año  | Título                      | Papel                   |
| ---- | --------------------------- | ----------------------- |
| 2009 | Lo que callamos las mujeres | Ana Paula Solís Mendoza |
| 2015 | Paramédicos                 | Clara                   |
| 2017 | Érase una vez               | Patricia                |
| 2021 | La venganza de las Juanas   | Isabel Cárdenas         |

### Películas
| Año  | Título     | Papel     |
| ---- | ---------- | --------- |
| 2016 | Purasangre | Camila    |
| 2023 | Saw X      | Valentina |

### Telenovelas
| Año       | Título                             | Papel                 |
| --------- | ---------------------------------- | --------------------- |
| 2010      | Entre el amor y el deseo           | Mónica                |
| 2011      | Bajo el alma                       | Carlota Quiroz        |
| 2011      | A corazón abierto                  | Clara                 |
| 2013-2014 | Destino                            | Pamela Urdaneta Ramos |
| 2014      | Las Bravo                          | Adriana Bravo         |
| 2019      | Sitiados: México                   | Tania                 |
| 2019      | Cuna de Lobos                      | Leonora Navarro       |
| 2019      | Perdida                            | Julia                 |
| 2022      | Corona de lágrimas                 | Roxana                |
| 2024      | Fugitivas, en busca de la libertad | Florencia Márquez     |
| 2025      | Monteverde                         | Julieta Torres        |